# Penstemon duchesnensis
Penstemon duchesnensis là một loài thực vật có hoa trong họ Mã đề. Loài này được (N.H. Holmgren) Neese mô tả khoa học đầu tiên năm 1986.